# Federazione calcistica del Mali
La Federazione calcistica del Mali (in francese Fédération Malienne de Football; in arabo اتحاد مالي لكرة القدم‎?; acronimo FMF) è l'ente che governa il calcio in Mali.

## Storia
Fondata nel 1960, si affiliò alla FIFA nel 1962 e alla CAF nel 1963. Ha sede nella capitale Bamako e controlla il campionato nazionale, la coppa nazionale e la Nazionale del paese.